# Résultant
En mathématiques, le résultant, ou déterminant de Sylvester, est une notion qui s'applique à deux polynômes. Elle est utilisée en théorie de Galois, en théorie algébrique des nombres, en géométrie algébrique et dans bien d'autres domaines utilisant les polynômes.
Le résultant de deux polynômes est un scalaire qui est nul si, et seulement si, les deux polynômes ont un facteur commun. Il peut être calculé à partir des coefficients des polynômes à l'aide d'un déterminant. On peut aussi l'obtenir à partir des racines des polynômes si ceux-ci sont scindés.

## Définition et expression

### Définition
Soient A un anneau commutatif, P et Q deux polynômes non nuls de degrés respectifs n et m à coefficients dans A. Les coefficients des polynômes sont notés ai et bj, afin d'avoir les égalités :

Le résultant des deux polynômes P et Q est le déterminant de leur matrice de Sylvester. Il est noté dans cet article R(P, Q).

### Expression
Avec les notations ci-dessus, le résultant est le déterminant de la matrice (m + n)×(m + n) suivante :
La représentation choisie ici diffère de l'article détaillé. Elle évite une transposition pour exprimer les propriétés du résultant. Comme la transposition ne modifie pas le déterminant, les deux conventions peuvent être choisies.

## Propriétés

### Expressions à l'aide du déterminant
- La matrice M ci-dessus est de taille n + m, avec les m premières colonnes linéaires en le polynôme P, et les n suivantes en le polynôme Q, donc

{\displaystyle \forall \lambda ,\mu \in A,\;R(\lambda P,\mu Q)=\lambda ^{m}\mu ^{n}R(P,Q)}.
- La modification de l'ordre des colonnes modifie le signe du déterminant en fonction de sa signature, donc

{\displaystyle R(P,Q)=(-1)^{nm}R(Q,P)}.

- L'endomorphisme φ de l'espace des polynômes de degré inférieur ou égal à n + m – 1 et de matrice M peut être vu comme une application de l'identité de Bézout. Si U (resp. V) est un polynôme de degré m – 1 (resp. n – 1) :{\displaystyle \varphi (X^{n}U+V)=PU+QV}.Si P et Q ne sont pas premiers entre eux, ils ont un facteur commun C. Dès lors, P (resp. Q) est un multiple de C, donc un produit de la forme  CP1 (resp. CQ1). L'égalité :{\displaystyle \varphi (X^{n}Q_{1}-P_{1})=PQ_{1}-QP_{1}=0}montre qu'alors, φ n'est pas injectif et le résultant est nul. Réciproquement, une considération sur les degrés de P et Q montre que si P et Q sont premiers entre eux, l'endomorphisme est injectif donc de déterminant non nul :

Lorsque l'anneau A est factoriel, le résultant de deux polynômes non nuls est nul si et seulement s'ils ont un diviseur commun non constant.

### Expressions à l'aide des racines
Supposons que A est intègre et notons F son corps des fractions et K une extension de F contenant toutes les racines des deux polynômes, notées αi pour P et βj pour Q.
Quitte à travailler dans K et non plus dans A, les deux polynômes sont scindés, c'est-à-dire qu'ils se décomposent en produit de polynômes du premier degré et ils admettent chacun autant de racines que leur degré. L'usage de l'extension K offre une nouvelle expression du résultant, :
Cette formule montre par exemple que translater les deux polynômes ne change pas leur résultant :
Si l'on ajoute à P un multiple de Q, seul le coefficient du second membre est susceptible d'être modifié.
En suivant un algorithme analogue à celui d'Euclide, on obtient un procédé de calcul de résultant en temps quadratique (soit plus efficace que le procédé trivial du calcul d'un déterminant).

## Applications
Si {\displaystyle x} et {\displaystyle y} sont deux nombres algébriques tels que {\displaystyle P(x)=Q(y)=0} et si {\displaystyle z=x+y}, on vérifie aisément que le résultant des deux polynômes (en {\displaystyle X}) {\displaystyle P(X)} et {\displaystyle Q(z-X)} est nul, ce qui démontre que {\displaystyle z} est aussi algébrique. 
De même si {\displaystyle t=xy}, en considérant le résultant de {\displaystyle P(X)} et {\displaystyle X^{p}Q(t/X)}, on montrerait également que {\displaystyle t} est algébrique, et en définitive que les nombres algébriques forment un corps (la même technique permet de montrer que, plus précisément, les entiers algébriques forment un anneau). Une application un peu plus élaborée de la même idée permet d'ailleurs de montrer que ce corps est algébriquement clos.
Une application naturelle du résultant est le discriminant. Cette notion correspond au résultant d'un polynôme et de sa dérivée. Par delà l'intérêt de la résolution d'une équation polynomiale de degré deux, le discriminant permet de déterminer si un polynôme admet des racines multiples ou non. Cette propriété est importante en théorie de Galois car la théorie est différente si une extension n'est pas séparable. En théorie algébrique des nombres, le mot « discriminant » désigne une autre notion : une propriété associée à un anneau de Dedekind et intimement liée à celle de norme arithmétique ; notons que ce discriminant peut également se calculer à l'aide d'un résultant. 
Le résultant est un outil permettant de déterminer l'intersection de deux courbes algébriques (c'est le théorème de Bézout) ou la multiplicité d'un point sur une hypersurface. Si, par exemple, on a une courbe paramétrée ({\displaystyle x(t)=A(t)/B(t),y(t)=C(t)/D(t)}), où{\displaystyle A,B,C,D} sont des polynômes tels que l'une au moins des fractions {\displaystyle A/B,C/D} est irréductible, alors les points de la courbe vérifient {\displaystyle R(x,y)=0}, où {\displaystyle R} est un polynôme non nul qui est le résultant des deux polynômes (en {\displaystyle t}) {\displaystyle xB-A} et {\displaystyle yD-C}. Plus généralement, dans un système d'équations algébriques à plusieurs inconnues, on élimine une des inconnues entre deux équations (de la forme {\displaystyle P(x_{1},x_{2},\ldots ,x_{n})=0}) en prenant le résultant de ces deux équations, considérées comme des polynômes en l'inconnue qu'on veut éliminer.
En théorie de l'information, le résultant est utilisé en arithmétique modulaire pour calculer des diviseurs communs à deux polynômes, en général sur un corps fini.